# Okres Unhošť
Okres Unhošť je bývalý politický a soudní okres. V roce 1900 měl rozlohu cca 240 km² a žilo v něm 29 000 obyvatel. V rámci reorganizace soudnictví došlo v roce 1949 ke sloučení s okresem Kladno. Sídlo okresního soudu bylo do té doby ve městě Unhošť (v dnešní budově MěÚ čp. 44, radnice byla v čp. 1), druhý okresní soud v rámci většího politického okresu Unhošť sídlil právě v Kladně.